# NGC 5748
NGC 5748 is een spiraalvormig sterrenstelsel in het sterrenbeeld Ossenhoeder. Het hemelobject werd op 14 juni 1882 ontdekt door de Franse astronoom Édouard Jean-Marie Stephan.

## Synoniemen
- ZWG 134.29
- NPM1G +22.0469
- PGC 52672